# Blepharipa zebina
Blepharipa zebina är en tvåvingeart som först beskrevs av Walker 1849.  Blepharipa zebina ingår i släktet Blepharipa och familjen parasitflugor. Inga underarter finns listade i Catalogue of Life.